# Koprowo
Der Jezioro Koprowo (deutsch Coperow-See) ist der größte See auf der polnischen Ostseeinsel Wolin. Er liegt in der Gmina Wolin und gehört damit zum Powiat Kamieński in der Woiwodschaft Westpommern.
Der See liegt im Nordosten der Insel Wolin, etwa 900 m von der Ostsee und 1,6 km vom Zalew Kamieński (deutsch Camminer Bodden) entfernt. Die nächsten Ortschaften sind Gogolice im Osten, Rekowo im Südosten, Chynowo im Süden, Wartowo im Westen und Świętouść im Nordwesten.
Der Jezioro Koprowo ist rund 3,3 km lang und bis zu 2,5 km breit. Mit 450 Hektar besitzt er etwa die Fläche des Schmollensees auf der Nachbarinsel Usedom. Er ist ein Reliktsee, der dadurch entstand, dass eine frühere Bucht durch einen Sandwall vom Meer abgeschnitten wurde. Über den im Seengebiet von Warnowo entspringenden Bach Lewińska Struga (deutsch Lauensche Beeke) ist er mit dem Zalew Kamieński verbunden. Da der Spiegel des Jezioro Koprowo nur 0,1 m über dem Meeresspiegel liegt, strömt bei Nordwind regelmäßig Salzwasser über diese Verbindung in den See. Der resultierende Salzgehalt des Seewassers zeigt ein ausgeprägtes Nord-Süd-Gefälle. Die Konzentration von Chloridionen beträgt im nördlichen Teil 489 mg/l, im südlichen 304 mg/l. Die Sichttiefe in dem eutrophen Gewässer liegt bei 55 cm. Das Meeresamt in Stettin schätzt den ökologische Zustand des Sees als unbefriedigend mit der Tendenz zur weiteren Verschlechterung ein.
Die biologische Artenvielfalt ist – wie für Brackwasser typisch – relativ gering. Der See ist von dichtem Röhricht umgeben. Hydrophyten sind dagegen selten. Der See gehört seit 2011 zum 125 km² großen Vogelschutzgebiet „Zalew Kamieński i Dziwna“.